# Brian Felsner
Brian Felsner, född den 7 november 1972 i Mount Clemens, USA, är en amerikansk före detta professionell ishockeyspelare. Felsner representerade över 15 olika klubbar under sin proffskarriär, som påbörjades säsongen 1996/97. Säsongen därpå gjorde han NHL-debut i Chicago Blackhawks, som han spelade tolv matcher för. Därefter representerade Felsner fem olika klubbar i IHL på fyra säsonger: Milwaukee Admirals, Indianapolis Ice, Detroit Vipers, Houston Aeros och Cincinnati Cyclones. Säsongen 2001/02 spelade han för Lowell Lock Monsters i AHL, men avslutade säsongen i Europa med den tyska klubben Kassel Huskies i DEL.
De fyra efterföljande säsongerna spelade Felsner för Linköping HC och Brynäs IF i Elitserien, Kloten Flyers i Nationalliga A, Augsburger Panther i DEL, samt Port Huron Flags i UHL. Han återvände sedan till Europa för en säsong med Herning Blue Fox i Metal Ligaen, två säsonger med EHC Biel i Nationalliga B. Han spelade därefter elva matcher med Port Huron Icehawks i IHL innan han avslutade sin spelarkarriär med HDD Olimpija Ljubljana i EBEL 2008.

## Karriär
Felsner påbörjade sin professionella ishockeykarriär säsongen 1996/97 då han spelade för Orlando Solar Bears i IHL. På 75 matcher noterades han för 70 poäng. Med 29 mål gjorda blev han tvåa i lagets interna skytteliga. Säsongen därpå representerade Felsner tre olika klubbar: Indianapolis Ice och Milwaukee Admirals i IHL, samt Chicago Blackhawks i NHL. Felsner gjorde NHL-debut den 16 november 1997 i en match mot Detroit Red Wings och gjorde i samma match sin första poäng i ligan då han assisterade till ett mål. I sin åttonde match, den 4 december 1997, gjorde Felsner sitt första och enda mål i NHL, på Patrick Roy, i en 2–1-förlust mot Colorado Avalanche. Totalt spelade han tolv matcher i NHL och stod för ett mål och tre assistpoäng. Han avslutade säsongen med Milwaukee Admirals i IHL där han hade ett poängsnitt på över en poäng per match. På 25 matcher noterades han för 27 poäng varav 10 mål och 17 assist.
Felsner tillbringqde de tre efterföljande säsongerna med spel i IHL. Trots god poängproduktion fick han inte chansen i NHL. Under dessa säsonger gjorde han 175 poäng på 211 matcher och representerade tre olika klubbar: Detroit Vipers, Houston Aeros och Cincinnati Cyclones. Säsongen 2001/02 debuterade Felsner i AHL för Lowell Lock Monsters. Han spelade 25 matcher för klubben innan han samma säsong lämnade Nordamerika för spel i Europa, med det tyska laget Kassel Huskies i DEL. I september 2002 skrev Linköping HC i Elitserien ett try out-avtal med Felsner, som senare ledde till ett längre kontrakt. Felsner gjorde debut i Elitserien den 24 september 2002 i en 3–0-seger mot Djurgårdens IF. I sin andra Elitseriematch, två dagar senare, gjorde han sitt första mål för Linköping i en 5–2-förlust mot Brynäs IF. Under säsongens gång ådrog sig Felsner en handledsskada och spelade totalt 31 grundseriematcher. Totalt stod han för 14 poäng och vann lagets interna skytteliga med tio gjorda mål.
I september 2003 förlängde Felsner sitt avtal med Linköping med ytterligare en säsong. Felsner lämnade sedan LHC i sluttampen av säsongen, på grund av en kontraktstvist, för spel med schweiziska Kloten Flyers i Nationalliga A. Han tvingades köpa sig ut från sitt avtal med Linköping, men stoppades sedan till en början från spel i Kloten av det schweiziska ishockeyförbundet. Felsner spelade fyra matcher för Kloten innan han inför säsongen 2004/05 lämnade klubben för spel med Augsburger Panther i den tyska ligan. I december 2015 meddelades det att Brynäs IF skrivit ett avtal med Felsner för resten av säsongen. Efter att Brynäs slagits ut i SM-slutspelet av Frölunda HC, återvände han till Nordamerika och avslutade säsongen med Port Huron Flags i UHL.
Felsner inledde säsongen 2006/07 med den danska klubben Herning Blue Fox i Metal Ligaen. I december 2006 lämnade han laget för att avsluta säsongen i Nationalliga B med EHC Biel. Säsongen därpå spelade han för Biel och Port Huron Icehawks i IHL innan han avslutade sin karriär med spel för HDD Olimpija Ljubljana i den Österrikiska ishockeyligan.

## Statistik
| 1996–97           | Orlando Solar Bears    | IHL               | 75  | 29  | 41  | 70  | 38  | 7  | 2  | 3  | 5  | 6  |
| 1997–98           | Indianapolis Ice       | IHL               | 53  | 17  | 36  | 53  | 36  | —  | —  | —  | —  | —  |
| 1997–98           | Chicago Blackhawks     | NHL               | 12  | 1   | 3   | 4   | 12  | —  | —  | —  | —  | —  |
| 1997–98           | Milwaukee Admirals     | IHL               | 15  | 7   | 8   | 15  | 20  | 10 | 3  | 9  | 12 | 12 |
| 1998–99           | Detroit Vipers         | IHL               | 72  | 20  | 35  | 55  | 49  | 11 | 4  | 6  | 10 | 12 |
| 1999–00           | Houston Aeros          | IHL               | 28  | 7   | 16  | 23  | 20  | —  | —  | —  | —  | —  |
| 1999–00           | Cincinnati Cyclones    | IHL               | 38  | 15  | 17  | 32  | 18  | 11 | 4  | 5  | 9  | 20 |
| 2000–01           | Cincinnati Cyclones    | IHL               | 73  | 27  | 38  | 65  | 62  | 5  | 3  | 2  | 5  | 6  |
| 2001–02           | Lowell Lock Monsters   | AHL               | 25  | 3   | 10  | 13  | 20  | —  | —  | —  | —  | —  |
| 2001–02           | Kassel Huskies         | DEL               | 24  | 5   | 11  | 16  | 24  | 7  | 1  | 0  | 1  | 8  |
| 2002–03           | Linköping HC           | Elitserien        | 31  | 10  | 4   | 14  | 40  | —  | —  | —  | —  | —  |
| 2003–04           | Linköping HC           | Elitserien        | 38  | 13  | 15  | 28  | 63  | —  | —  | —  | —  | —  |
| 2003–04           | Kloten Flyers          | NLA               | 4   | 0   | 1   | 1   | 8   | —  | —  | —  | —  | —  |
| 2004–05           | Augsburger Panther     | DEL               | 43  | 11  | 12  | 23  | 89  | 5  | 4  | 0  | 4  | 8  |
| 2005–06           | Brynäs IF              | Elitserien        | 17  | 3   | 5   | 8   | 14  | 4  | 0  | 1  | 1  | 0  |
| 2005–06           | Port Huron Flags       | UHL               | 15  | 3   | 13  | 16  | 20  | —  | —  | —  | —  | —  |
| 2006–07           | Herning Blue Fox       | Metal Ligaen      | 15  | 11  | 10  | 21  | 30  | —  | —  | —  | —  | —  |
| 2006–07           | EHC Biel               | NLB               | 16  | 14  | 17  | 31  | 46  | 9  | 3  | 7  | 10 | 10 |
| 2007–08           | EHC Biel               | NLB               | 6   | 2   | 6   | 8   | 8   | —  | —  | —  | —  | —  |
| 2007–08           | Port Huron Icehawks    | IHL               | 11  | 5   | 14  | 19  | 12  | —  | —  | —  | —  | —  |
| 2007–08           | HDD Olimpija Ljubljana | EBEL              | 14  | 4   | 9   | 13  | 8   | 17 | 2  | 2  | 4  | 12 |
| IHL totalt        | IHL totalt             | IHL totalt        | 365 | 127 | 205 | 332 | 255 | 44 | 16 | 24 | 41 | 56 |
| Elitserien totalt | Elitserien totalt      | Elitserien totalt | 86  | 26  | 24  | 50  | 117 | 4  | 0  | 1  | 1  | 0  |